# Linda Arvidson

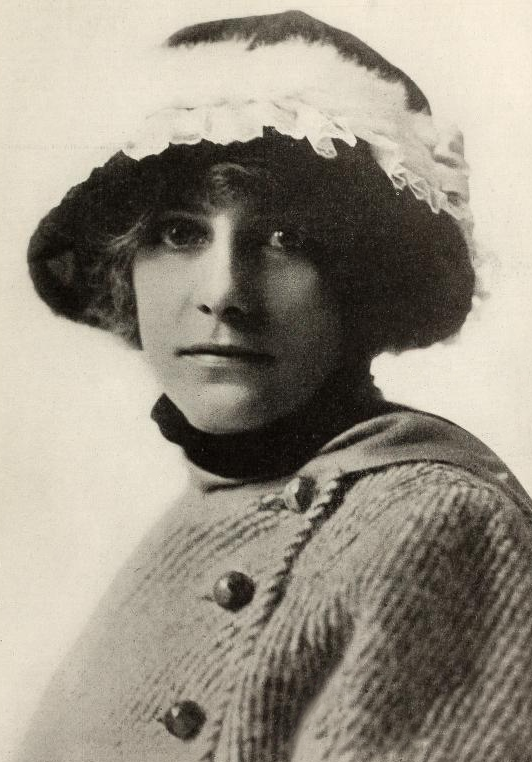
Linda Arvidson (1913)

Linda Arvidson Johnson (12. Juli 1884 in San Francisco, Kalifornien – 26. Juli 1949 in New York City; manchmal auch als Linda Griffith bezeichnet) war eine US-amerikanische Bühnen- und Filmschauspielerin sowie Autorin. Sie war als vielbeschäftigte Stummfilmschauspielerin der Biograph Company in New York einer der frühen amerikanischen Filmstars und ist überdies als erste Ehefrau des berühmten Regisseurs David Wark Griffith bekannt geworden.

## Biografie

### Beginn der Schauspielkarriere und Bekanntschaft mit Griffith

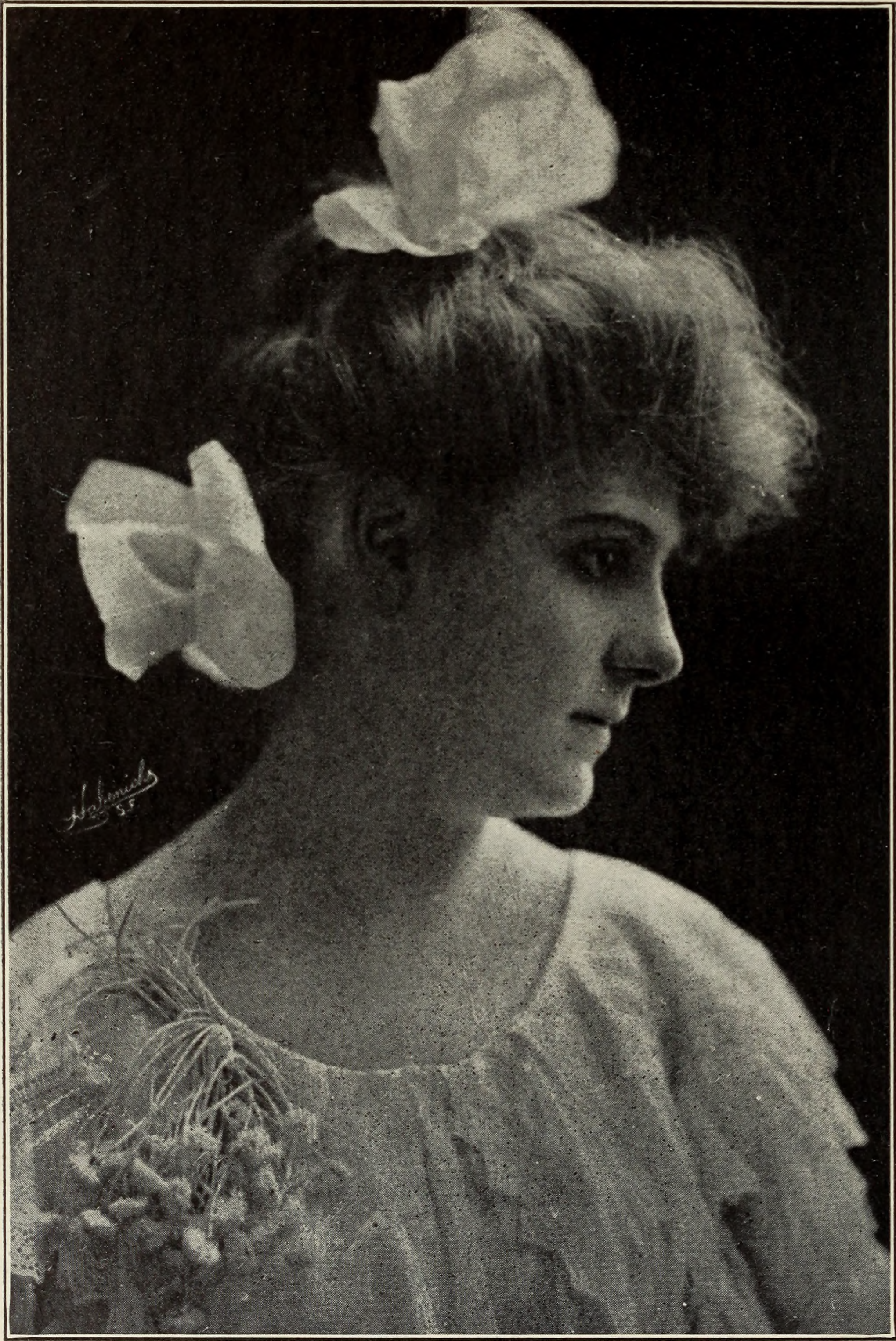
Linda Arvidson (1904)

Linda Arvidson Johnson war die Tochter schwedischer Eltern, den Namen Johnson legte sie für ihre Schauspielkarriere ab. Ihre erste professionelle Rolle spielte Arvidson 1904 auf der Bühne des Alcazar Theatre in San Francisco in einer Adaption des Romans The Christian des britischen Schriftstellers Hall Caine. In dieser Produktion stellte sie ein Fischermädchen dar und verdiente für ihre Auftritte einen Wochenlohn von drei Dollar und 40 Cents.
Weitere Erfahrungen in den großen Konzertsälen und auf den Theaterbühnen von San Francisco folgten. Als sie im Sommer 1905 in dem Stück Fedora in der Rolle einer Dienstbotin auftrat, lernte sie ihren Mitschauspieler und späteren Ehemann David Wark Griffith kennen, der zu dieser Zeit unter dem Künstlernamen Lawrence Griffith arbeitete. Währenddessen entwickelte sich ihre Bühnenkarriere weiter und sie erhielt zeitweise als Hauptdarstellerin ihrer Theatergruppe 35 Dollar in der Woche.

### Arbeit im Filmgeschäft
Arvidson und Griffith heirateten im Mai 1906 und zogen kurz darauf nach New York, wo sie allerdings als Theaterschauspieler nicht den großen Durchbruch fanden. In New York befand sich zu dieser Zeit noch das Zentrum der amerikanischen Filmindustrie und sie begannen bald als Stummfilmschauspieler zu arbeiten. Griffith erhielt 1908 bei dem Film The Adventures of Dollie erstmals die Gelegenheit zur Regieführung, in diesem Film verkörperte Arvidson die weibliche Hauptrolle von Dollies Mutter. Anschließend spielte sie Hauptrollen in vielen weiteren frühen Filmen von Griffith, der allmählich zu einem berühmten Regisseur wurde. Ihre Ehe wurde aus Gründen der beruflichen Diskretion geheim gehalten.
Als Hauptdarstellerin vieler Stummfilme der Biograph Studios wurde Arvidsons Gesicht dem Publikum bekannt, wenngleich bis 1913 keiner der Schauspieler der Firma mit ihren Namen im Filmvorspann genannt wurde. Zusammen mit Florence Lawrence, Marion Leonard und anderen weiblichen Darstellern des Studios wurde sie von Theaterbesuchern und in Fachzeitschriften oft einfach als eines der „Biograph Girls“ bezeichnet. Ebenfalls arbeitete sie neben der Schauspielerei gelegentlich als Drehbuchautorin, laut Internet Movie Database schrieb sie mindestens fünf Drehbücher zwischen 1911 und 1916.
Da sowohl sie als auch Griffith sich in ihre jeweiligen Karrieren vertieften, trat in ihre Ehe eine Entfremdung ein. Ebenfalls wollte ihr Ehemann sie als Charakterdarstellerin besetzen, während sie weiter das Rollenfach der Ingenuen bedienen wollte. Als er sie aufgrund der Meinungsverschiedenheiten gar nicht mehr besetzte, arbeitete sie mit der Kinemacolor Company für ein neues Filmstudio, das sich auf frühe Farbfilme spezialisiert hatte, allerdings aufgrund des Todes des Präsidenten bald wieder aufgelöst wurde. 1916 stand sie letztmalig für einen Film vor der Kamera, insgesamt hatte sie seit 1907 an über 160 (größtenteils kurzen) Stummfilmen mitgewirkt.

### Späteres Leben
Ihre eigene Karriere war damit beendet, aber da ihr Ehemann Griffith mittlerweile der berühmteste Regisseur der USA geworden war, konnte sie den Rest ihres Lebens in Wohlstand verbringen. Nachdem sie bereits zwei Jahrzehnte getrennt gelebt hatten, ließen sich Griffith und Arvidson im Jahr 1936 scheiden, da er erneut heiraten wollte.
Im Jahr 1925 veröffentlichte Arvidson ihre über 300 Seiten starke Autobiografie When the Movies Were Young über das Filmgeschäft. Diese ist bis heute unter Stummfilmfans bekannt, erfuhr mehrere Neuausgaben und ist mittlerweile digital erhältlich. Sie war ebenfalls Mitherausgeberin der Filmzeitschrift Film Fun und Filmkritikerin für das Leslie's Magazine.
Im Juli 1949 starb Arvidson im Alter von 65 Jahren in New York City, in ihrem Testament stiftete sie einen gemeinnützigen Fond mit ihrem Namen, der mindestens noch bis in die 1970er-Jahre aktiv war.
Arvidson wird in William J. Manns The Biograph Girl erwähnt, einem Roman, der auf dem Leben von Arvidsons Schauspielkollegin Florence Lawrence basiert.

## Filmografie (Auswahl)

### 1907–1914 Kurzfilme
- 1907: Mr. Gay and Mrs.
- 1908: When Knights Were Bold
- 1908: Dollys Abenteuer (The Adventures of Dollie)
- 1908: The Bandit’s Waterloo
- 1908: The Helping Hand
- 1908: Balked at the Altar
- 1908: After Many Years
- 1908: The Taming of the Shrew
- 1908: A Calamitous Elopement
- 1908: The Greaser’s Gauntlet
- 1908: The Man and the Woman
- 1908: The Fatal Hour
- 1908: For a Wife’s Honor
- 1908: Betrayed by a Handprint
- 1908: The Red Girl
- 1908: Where the Breakers Roar
- 1908: A Smoked Husband
- 1908: The Stolen Jewels
- 1908: Father Gets in the Game
- 1908: Ingomar, the Barbarian
- 1908: The Vaquero’s Vow
- 1908: The Planter’s Wife
- 1908: Concealing a Burglar
- 1908: The Pirate’s Gold
- 1908: The Song of the Shirt
- 1908: A Woman’s Way
- 1908: The Clubman and the Tramp
- 1908: The Feud and the Turkey
- 1908: The Test of Friendship
- 1908: An Awful Moment
- 1908: The Helping Hand
- 1909: One Touch of Nature
- 1909: Mrs. Jones Entertains
- 1909: Love Finds a Way
- 1909: The Sacrifice
- 1909: A Rural Elopement
- 1909: Those Boys!
- 1909: The Criminal Hypnotist
- 1909: The Fascinating Mrs. Francis
- 1909: Mr. Jones Has a Card Party
- 1909: Those Awful Hats
- 1909: The Welcome Burglar
- 1909: The Cord of Life
- 1909: Edgar Allen Poe
- 1909: A Wreath in Time
- 1909: Tragic Love
- 1909: The Golden Louis
- 1909: A Corner in Wheat
- 1909: At the Altar
- 1909: The Medicine Bottle
- 1909: A Drunkard’s Reformation
- 1909: Resurrection
- 1909: The Hessian Renegades
- 1909: The Death Disc: A Story of the Cromwellian Period
- 1909: To Save Her Soul
- 1909: The Day After
- 1909: His Wife’s Mother
- 1909: The Roue’s Heart
- 1909: I Did It
- 1909: The Deception
- 1909: Pippa Passes
- 1909: Comata, the Sioux
- 1910: The Rocky Road
- 1910: The Woman from Mellon’s
- 1910: The Two Brothers
- 1910: The Unchanging Sea
- 1910: The Lucky Toothache
- 1911: His Trust: The Faithful Devotion and Self-Sacrifice of an Old Negro Servant
- 1911: His Trust Fulfilled
- 1911: Fisher Folks
- 1911: His Daughter
- 1911: How She Triumphed (Drehbuch)
- 1911: Enoch Arden (Enoch Arden: Part I und Enoch Arden: Part II)
- 1911: The Miser’s Heart
- 1913: The Scarlet Letter
- 1913: Mission Bells
- 1914: A Fair Rebel
- 1914: The War of Wealth
- 1916: Charity